# Minyahil Teshome
Minyahil Teshome Bevene (Addis Abeba, 13 novembre 1985) è un calciatore etiope, centrocampista del Dedebit Football Club.

## Carriera

### Club
Gioca nella massima serie etiope dal 2004.

### Nazionale
Ha giocato con la sua Nazionale nella Coppa d'Africa del 2013.